# Acqua Panna
Acqua Panna è un marchio italiano di acqua minerale naturale che fa parte del gruppo Sanpellegrino, a sua volta parte di Nestlé.
La sua fonte si trova nel comune di Scarperia (oggi Scarperia e San Piero), a 35 km da Firenze.

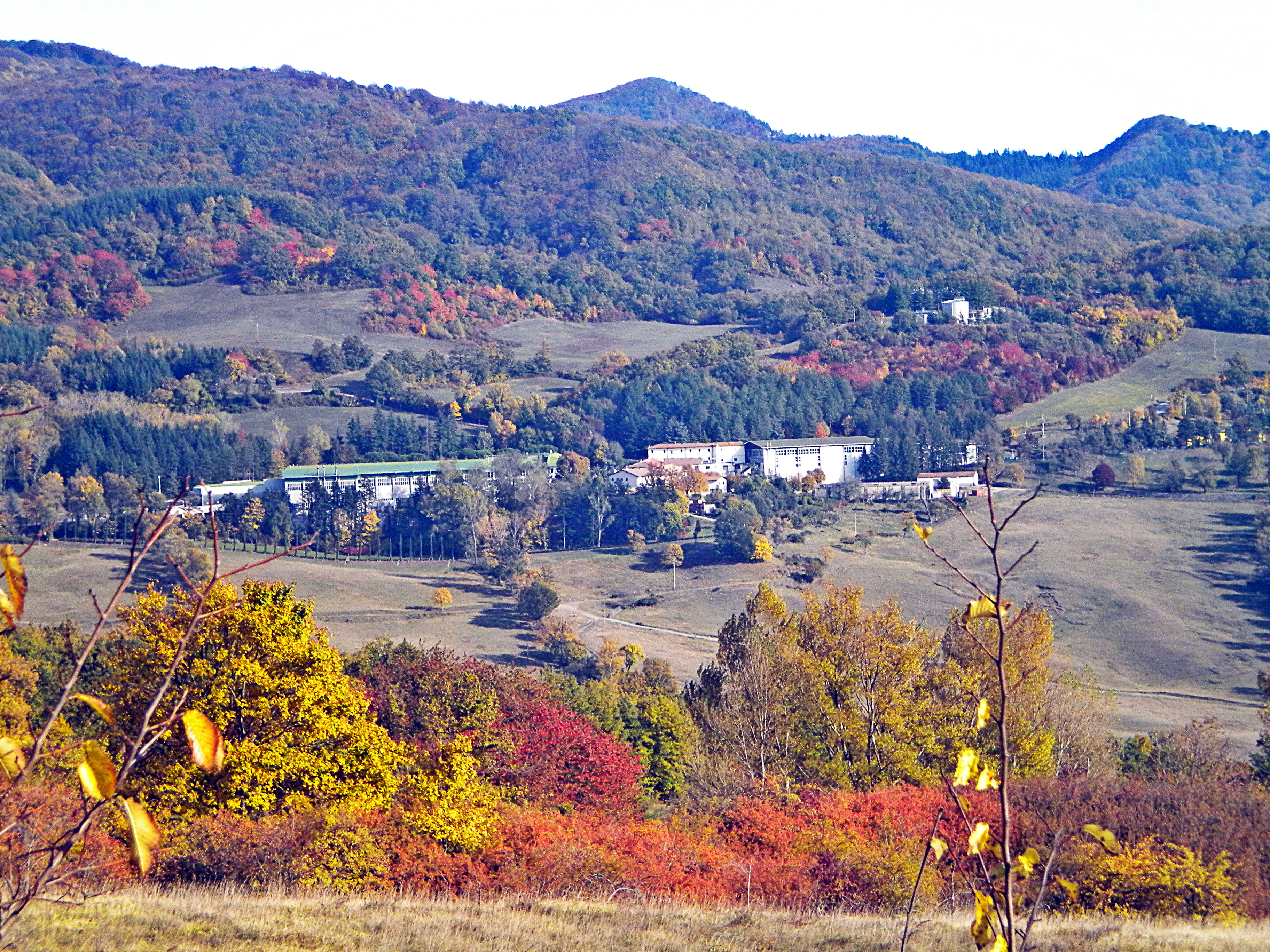
Stabilimento dell'Acqua Panna

Acqua Panna prende il nome dalla Villa Panna, antica riserva di caccia dei Medici, che è adesso immersa in una riserva naturale di 1 300 ettari e poco lontano dalle sorgenti; la villa è anche la sede storica degli stabilimenti dell'Acqua Panna.

## Caratteristiche
L'acqua oligominerale naturale Panna è caratterizzata da un equilibrato contenuto di sali minerali e da un basso contenuto di sodio.

## Produzione
Lo stabilimento produce annualmente più di 300 milioni di bottiglie di acqua minerale naturale: il 30% di queste è destinato all'esportazione.

## Curiosità
- Il sottofondo musicale degli spot televisivi Acqua Panna trasmessi nel corso degli anni 80 è una parte del brano I Sing The Body Electric di Dean Pitchford e Michael Gore, cantato da Eric Brockington, Irene Cara, Laura Dean, Paul McCrane e Traci Parnell[5].